# Good Girl Gone Bad Tour
The Good Girl Gone Bad Tour je druga svjetska koncertna turneja barbadoške pjevačice Rihanne koja promovira njen album Good Girl Gone Bad. Sastoji se od 4 etape s 79 koncerata. Prvi koncert bio je u Vancouveru u Kanadi, a posljednji u Tokiju. Turneju su podržali izvođači Akon, Ciara, David Jordan, Chris Brown i razni europski izvođači koji su gostovali tijekom druge, europske etape.  Chris Brown i Rihanna izveli su 11 koncerata u Novom Zelandu i Australiji, i jedan u Filipinima. Rihanna je posjetila México prvi put na turneji u prosincu, a Filipine u studenom.

## O turneji
Turneja je prva Rihannina samostalna turneja. Predstavljala je potpuno novu sliku pjevačice, Rihanna je nosila jako provokativne i razotkrivajuće S&M kožne kostime na svakom koncertu. Mnoge uživo inačice pjesama razlikuju se od Rihanninih snimljenih. One su joj dale totalnu preobrazbu. Međunarodno je potvđeno, Rihanna je htjela uključiti njen imidž “loše djevojke” (bad girl).
Pozornica je bila dotjerana s puno stuba, 2 velika LCD ekrana na kojima su se prikazivale slike Rihanne i posebne snimke napravljene tijekom koncerta, 6 tankih LCD ekrana postavljena 3 lijevo 3 desno. Pozornicu su također ukrašavale tisuće svjetala različitih boja, te ogroman LCD ekran na sredini pozornice koji je bio fokusiran na Rihannino nastupanje. Pozornica je također bila opremljena pirotehnikom i različitim potpornjima koje su Rihanna i plesači koristili tijekom nastupa, njeni prateći pjevači i sastav bili su na svakoj strani pozornice. U australskom dijelu turneje pozornica je bila opremljena i s malom rastućom platformom u centru ili ispred pozornice.
Na koncertu u Sydneyu 7. studenog, Rihanna je otrčala s pozornice tijekom izvođenja “Umbrelle” ostavljajući Chrisa Browna da sam završi Cinderella Remiks. Kasnije je rečeno da se to dogodilo zbog slabe ventilacije u stadionu i da je Rihanna samo trebala sjesti i popiti čašu vode.
Koncerti 12. i 13. veljače otkazani su zbog Chris Brownovog napada na Rihannu

## Kritikčki osvrt
Canadian Online Explorer dao je pozitivnu kritiku za koncert u Torontu održan 22. rujna 2007. godine:
»Pjevačica je napravila prilično oku lijepu sliku, otvorila je s Pon de Replay, bila odjevena u sexy, pretežno crne kožne kostime.« Tijekom koncerta planiranog za 13. veljače u Maleziji, malezijska konzervativna islamska partija preporučila je da bi Rihannina koncertna turneja trebala biti zabranjena zbog njenih razotkrivajućih kostima. Turneja je također rimila pozitivne kritike zbog Rihanninog nastupa i cijelog koncepta i outfita. Cheryl Leong je za MTV Južne Azije komentirao je koncert riječima:
» Jako sam uživalo na koncertu. Ipak je učinila ono što radi najbolje, izvela je cijelu kolekciju broj jedan singlova uživo.«

## Pomoćni izvođači
Tijekom turneje gostovali su razni izvođači. Akon je otvarao koncerte za Rihannu na svim kanadskim koncertima. Ostali koncerti u Sjevernoj Americi nisu imali pomoćne izvođače. Ciara je otvarala koncerte za Rihannu na svim koncertima u Ujedinjenom Kraljevstvu u prosincu, a David Jordan otvarao je sve koncerte u ožujku. Chris Brown pridružio se Rihanni i izvodio cijeli popis pjesama u Australiji, Novom Zelandu i Filipinima. Na koncertu u Mexico Cityju meksička pop zvijezda Maria Jose otvorila je koncert s 4 pjesme, njena prva tri singla i onda novi singl, "No Soy Una Señora".

## Popis pjesama
1. Intro
2. "Pon de Replay"
3. "Break It Off" (samostalna verzija bez Seana Paula)
4. "Let Me"
5. "Rehab"
6. "Breakin' Dishes"
7. "Is This Love" (pjesma Boba Marleya)
8. "Kisses Don't Lie"
9. Scratch
10. "SOS"
11. "Good Girl Gone Bad"
12. "Hate That I Love You" (samostalna verzija bez Ne-Yoa)
13. "Unfaithful"
14. "Sell Me Candy"
15. "Don't Stop The Music"
16. "Push Up on Me"
17. "Shut Up and Drive"
18. "Question Existing"
19. "Umbrella"
20. Outro

## Australski, azijski i meksički popis
- Chris Brown izvodi svoj popis prije Rihanne.
- Maria Jose izvodi 4 pjesme prije Rihanne.

1. Intro/"Disturbia"
2. "Breakin' Dishes"
3. "Break It Off" (samostalna verzija bez Seana Paula)
4. "Let Me"
5. "Rehab"
6. Medley —
  - "Pon de Replay"
  - "Paper Planes" (pjesma od M.I.A.)
  - "Doo Wop (That Thing)" (pjesma od Lauryn Hill  — korištena u medleyima na nekim koncertima)
  - "Live Your Life" (samostalna verzija bez T.I.-a  — korištena u medleyima na nekim koncertima)
7. Scratch
8. "SOS"
9. "Good Girl Gone Bad"
10. "Hate That I Love You" (samostalna verzija bez Ne-Yoa/na meksičkim koncertima kao duet s Davidom Bisbalom)
11. "Unfaithful"
12. "Don't Stop the Music"
13. "Push Up On Me"  (skraćena verzija)
14. "Shut Up and Drive"
15. "Take a Bow"
16. "Umbrella" (Cinderella remix s Chrisom Brownom na nekim koncertima)
17. Outro

## Datumi koncerata
| Sjeverna Amerika    |               |                        |                                                                                 |
| 15. rujna 2007.     | Vancouver     | Kanada                 | GM Place                                                                        |
| 17. rujna 2007.     | Grand Prairie | Kanada                 | Canada Games Arena                                                              |
| 18. rujna 2007.     | Calgary       | Kanada                 | Stampede Corral                                                                 |
| 19. rujna 2007.     | Saskatoon     | Kanada                 | Credit Union Centre                                                             |
| 22. rujna 2007.     | Toronto       | Kanada                 | Molson Amphitheatre                                                             |
| 23. rujna 2007.     | London        | Kanada                 | John Labatt Centre                                                              |
| 24. rujna 2007.     | Montreal      | Kanada                 | Bell Centre                                                                     |
| 25. rujna 2007.     | Quebec City   | Kanada                 | Pavillon de la Jeunesse                                                         |
| 27. rujna 2007.     | Moncton       | Kanada                 | Moncton Coliseum                                                                |
| 28. rujna 2007.     | Saint John    | Kanada                 | Harbour Station                                                                 |
| 30. rujna 2007.     | Halifax       | Kanada                 | Halifax Metro Centre                                                            |
| 2. listopada 2007.  | Arlington     | SAD                    | Texas Hall                                                                      |
| 5. listopada 2007.  | Rochester     | SAD                    | RIT Gordon Field House                                                          |
| 11. listopada 2007. | New York City | SAD                    | Nokia Theatre                                                                   |
| 13. listopada 2007. | Lincroft      | SAD                    | Robert J. Collins Arena                                                         |
| 18. listopada 2007. | State College | SAD                    | Bryce Jordan Center                                                             |
| 19. listopada 2007. | Philadelphia  | SAD                    | Wachovia Center                                                                 |
| 20. listopada 2007. | Phoenix       | SAD                    | Arizona Veterans Memorial Coliseum                                              |
| 23. listopada 2007. | Los Angeles   | SAD                    | House of Blues                                                                  |
| Europa              |               |                        |                                                                                 |
| 11. studenog 2007.  | Pariz         | Francuska              | Le Zénith                                                                       |
| 13. studenog 2007.  | Pariz         | Francuska              | Le Zénith                                                                       |
| 14. studenog 2007.  | Basel         | Švicarska              | St. Jakobshalle                                                                 |
| 20. studenog 2007.  | Köln          | Njemačka               | Palladium                                                                       |
| 21. studenog 2007.  | Amsterdam     | Nizozemska             | Heineken Music Hall                                                             |
| 22. studenog 2007.  | Bruxelles     | Belgija                | Forest National                                                                 |
| 23. studenog 2007.  | Frankfurt     | Njemačka               | Jahrhunderthalle                                                                |
| 24. studenog 2007.  | Beograd       | Srbija                 | Belgrade Arena                                                                  |
| 26. studenog 2007.  | Berlin        | Njemačka               | Columbiahalle                                                                   |
| 27. studenog 2007.  | Bratislava    | Slovačka               | Sibamac Arena                                                                   |
| 30. studenog 2007.  | Sofija        | Bugarska               | Prince Alexander of Battenberg Square                                           |
| 1. prosinca 2007.   | Ischgl        | Austrija               | Top of the Mountain Concert                                                     |
| 2. prosinca 2007.   | Dublin        | Irska                  | Royal Dublin Society                                                            |
| 3. prosinca 2007.   | Belfast       | Irska                  | Odyssey                                                                         |
| 6. prosinca 2007.   | Manchester    | Ujedinjeno Kraljevstvo | Manchester Evening News Arena                                                   |
| 7. prosinca 2007.   | Sheffield     | Ujedinjeno Kraljevstvo | Sheffield Arena                                                                 |
| 13. prosinca 2007.  | Newcastle     | Ujedinjeno Kraljevstvo | Metro Radio Arena                                                               |
| 14. prosinca 2007.  | Glasgow       | Ujedinjeno Kraljevstvo | Scottish Exhibition and Conference Centre                                       |
| 16. prosinca 2007.  | London        | Ujedinjeno Kraljevstvo | Wembley Arena                                                                   |
| 17. prosinca 2007.  | Brighton      | Ujedinjeno Kraljevstvo | The Brighton Centre                                                             |
| 18. prosinca 2007.  | Birmingham    | Ujedinjeno Kraljevstvo | National Exhibition Centre                                                      |
| 19. prosinca 2007.  | Cardiff       | Ujedinjeno Kraljevstvo | Cardiff International Arena                                                     |
| 20. prosinca 2007.  | Nottingham    | Ujedinjeno Kraljevstvo | Trent FM Arena                                                                  |
| 21. prosinca 2007.  | Moskva        | Rusija                 | Privatni koncert                                                                |
| 26. veljače 2008.   | Dublin        | Irska                  | RDS Simmonscourt                                                                |
| 27. veljače 2008.   | Dublin        | Irska                  | RDS Simmonscourt                                                                |
| 2. ožujka 2008.     | Belfast       | Irska                  | Odyssey Arena                                                                   |
| 3. ožujka 2008.     | Aberdeen      | Ujedinjeno Kraljevstvo | Aberdeen Exhibition and Conference Centre                                       |
| 5. ožujka 2008.     | Liverpool     | Ujedinjeno Kraljevstvo | Echo Arena                                                                      |
| 6. ožujka 2008.     | Bournemouth   | Ujedinjeno Kraljevstvo | Bournemouth International Centre                                                |
| 7. ožujka 2008.     | London        | Ujedinjeno Kraljevstvo | The O2 Arena                                                                    |
| 10. ožujka 2008.    | Kopenhagen    | Danska                 | Ballerup Super Arena                                                            |
| 12. ožujka 2008.    | Stockholm     | Švedska                | Hovet                                                                           |
| 14. ožujka 2008.    | Helsinki      | Finska                 | Hartwall Areena                                                                 |
| 16. ožujka 2008.    | Tallinn       | Estonija               | Saku Suurhall                                                                   |
| 17. ožujka 2008.    | Riga          | Latvija                | Arena Riga                                                                      |
| 19. ožujka 2008.    | Varšava       | Poljska                | Torwar Hall                                                                     |
| 20. ožujka 2008.    | Prag          | Češka                  | T-Mobile Arena                                                                  |
| 22. ožujka 2008.    | Düsseldorf    | Njemačka               | Philipshalle                                                                    |
| 23. ožujka 2008.    | Moskva        | Rusija                 | Olympic Stadium                                                                 |
| Japan               |               |                        |                                                                                 |
| 5. travnja 2008.    | Tokyo         | Japan                  | Makuhari Messe                                                                  |
| Afrika              |               |                        |                                                                                 |
| 12. srpnja 2008.    | Casablanca    | Maroko                 | Stade Mohammed V (njen najveći koncert na turneji s preko 100.000 posjetitelja) |
| Australija          |               |                        |                                                                                 |
| 27. listopada 2008. | Auckland      | Novi Zeland            | Vector Arena                                                                    |
| 28. listopada 2008. | Auckland      | Novi Zeland            | Vector Arena                                                                    |
| 29. listopada 2008. | Wellington    | Novi Zeland            | TSB Bank Arena                                                                  |
| 31. listopada 2008. | Brisbane      | Australija             | Brisbane Entertainment Centre                                                   |
| 1. studenog 2008.   | Brisbane      | Australija             | Brisbane Entertainment Centre                                                   |
| 3. studenog 2008.   | Adelaide      | Australija             | Adelaide Entertainment Centre                                                   |
| 4. studenog 2008.   | Melbourne     | Australija             | Rod Laver Arena                                                                 |
| 5. studenog 2008.   | Melbourne     | Australija             | Rod Laver Arena                                                                 |
| 7. studenog 2008.   | Sydney        | Australija             | Acer Arena                                                                      |
| 8. studenog 2008.   | Sydney        | Australija             | Acer Arena                                                                      |
| 9. studenog 2008.   | Sydney        | Australija             | Acer Arena                                                                      |
| 11. studenog 2008.  | Perth         | Australija             | Burswood Dome                                                                   |
| Azija               |               |                        |                                                                                 |
| 13. studenog 2008.  | Singapur      | Singapur               | Singapore Indoor Stadium                                                        |
| 16. studenog 2008.  | Manila        | Filipini               | The Fort Bonifacio Open Field                                                   |
| Meksiko             |               |                        |                                                                                 |
| 22. siječnja 2009.  | Monterrey     | Meksiko                | Arena Monterrey                                                                 |
| 24. siječnja 2009.  | Mexico City   | Meksiko                | Palacio de los Deportes                                                         |

Promijenjeni datumi koncerata zbog bolesti
- 8. prosinca 2007. - - Nottingham - Nottigham Arena – Odgođeno za 20. prosinca 2007.
- 10. prosinca 2007.  - Birmingham - National Exhibition Centre - Odgođeno za 18. prosinca 2007.
- 11. prosinca 2007. - Bournemouth - Bournemouth International Centre - Odgođeno za 6. ožujka 2008.

Otkazani koncerti
- 12. veljače 2009. - Jakarta - Indonezija - Istora Senayan.
- 13. veljače 2009.- Kuala Lumpur - Malezija - Putra Indoor Stadium.

## Prihod s turneje
| Stadion                                 | Grad            | Prodanih karata / Od    | Prihod      |
| --------------------------------------- | --------------- | ----------------------- | ----------- |
| Credit Union Centre                     | Saskatoon       | 6,997 / 7,282 (96%)     | $289,319    |
| Molson Amphitheatre                     | Toronto         | 8,337 / 8,337 (100%)    | $416,759    |
| Bell Centre                             | Montreal        | 10,427 / 10,427 (100%)  | $634,982    |
| Pavilion de la Jeuness                  | Quebec City     | 4,885 / 4,885 (100%)    | $280,977    |
| Moncton Coliseum                        | Moncton         | 5,512 / 5,512 (100%)    | $298,782    |
| Harbour Station                         | St. John        | 4,829 / 4,829 (100%)    | $262,515    |
| Halifax Metro Centre                    | Halifax         | 7,259 / 7,259 (100%)    | $362,981    |
| Bryce Jordan Center                     | University Park | 6,984 / 10,400 (67%)    | $174,550    |
| Evening News Arena                      | Manchester      | 14,060 / 14,060 (100%)  | $549,746    |
| Sheffield Arena                         | Sheffield       | 9,889 / 11,369 (87%)    | $386,660    |
| Metro Radio Arena                       | Newcastle       | 9,562 / 9,673 (99%)     | $373,874    |
| Scottish Exhibition & Conference Centre | Glasgow         | 9,108 / 9,108 (100%)    | $356,123    |
| Wembley Arena                           | London          | 10,932 / 10,932 (100%)  | $427,441    |
| The Brighton Centre                     | Brighton        | 3,762 / 3,762 (100%)    | $147,094    |
| National Indoor Arena                   | Birmingham      | 9,962 / 10,420 (96%)    | $389,514    |
| Cardiff International Arena             | Cardiff         | 4,813 / 4,813 (100%)    | $188,188    |
| Trent FM Arena                          | Nottingham      | 7,518 / 7,527 (99%)     | $293,954    |
| Odyssey Arena                           | Belfast         | 11,654 / 13,846 (84%)   | $455,671    |
| Aberdeen Press & Journal Arena          | Aberdeen        | 4,617 / 4,617 (100%)    | $180,525    |
| Echo Arena                              | Liverpool       | 9,630 / 9,630 (100%)    | $370,043    |
| Bournemouth International Centre        | Bournemouth     | 6,500 / 6,500 (100%)    | $254,150    |
| O2 Arena                                | London          | 13,570 / 16,100 (84%)   | $530,587    |
| Vector Arena                            | Auckland        | 19,757 / 23,928 (83%)   | $1,333,763  |
| TSB Bank Arena                          | Wellington      | 5,538 / 5,763 (96%)     | $388,267    |
| Brisbane Entertainment Centre           | Brisbane        | 21,488 / 25,106 (86%)   | $1,804,122  |
| Adelaide Entertainment Centre           | Adelaide        | 9,082 / 9,494 (96%)     | $692,589    |
| Rod Laver Arena                         | Melbourne Park  | 26,399 / 33,344 (79%)   | $2,227,337  |
| Burswood Dome                           | Perth           | 18,784 / 19,924 (94%)   | $1,527,256  |
|                                         | UKUPNO          | 281,855 / 308,847 (91%) | $15,597,769 |

## Broadcasts and recordings
16. studenog 2008. godine održan je koncert u stadijunu Fort Bonifacio u Manili, ma Filipinima, kojem je prisustvovalo više 70.000 gledaoca. Koncert su sponzorirali filipinski MTV i Globe Telecom.
24. rujna 2007. godine koncert u Bell Centre u Montrealu snimljen je i omogućen za gledanje preko Interneta na MSN Online. Brzo je postao popularan i oborio rekorde, samo u prvom tjednu pregledan je preko milijun puta. Rihanna je tad imenovana 'najgledanijim izvođačem na MSN Musicu 2007. godine'.
Rihannin koncert u Ischglu, u Austriji 1. prosinca 2007. prikazan je na nacionalnoj austrijskoj televiziji. Koncert je bio besplatan.
Koncert u areni Manchester Evening News Arena u Manchesteru 6. prosinca 2007. godine snimljen je i izdan 17. lipnja 2008. godine kao DVD pod imenom Good Girl Gone Bad Live. DVD je također prikazivao dokumentarni film o putovanju i životu Rihanne i njenog sastava tijekom turneje.